# Eduard David

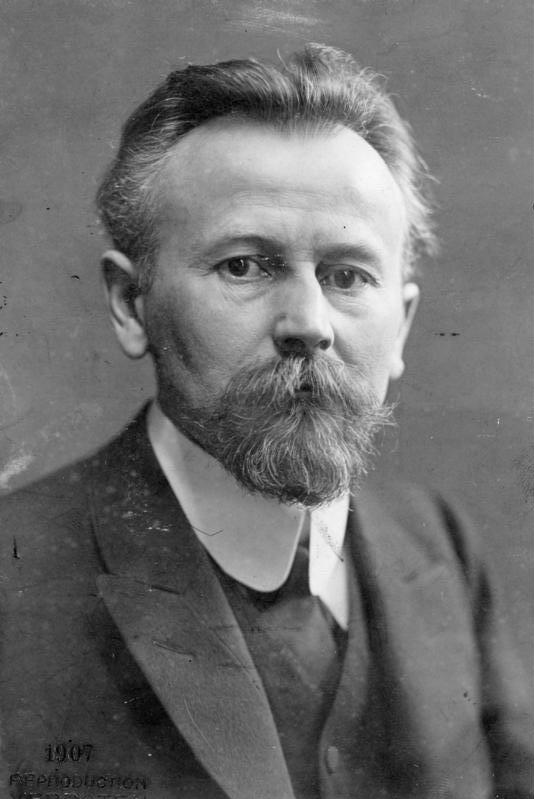
Eduard David (1907)

Eduard Heinrich Rudolph David (* 11. Juni 1863 in Ediger an der Mosel; † 24. Dezember 1930 in Berlin) war ein deutscher Politiker der Sozialdemokratischen Partei Deutschlands (SPD).
David stand seit den 1890er Jahren auf dem rechten Parteiflügel. Nach ersten politischen und journalistischen Erfahrungen im Großherzogtum Hessen forderte er die Hinwendung der SPD zu ländlichen und bäuerlichen Wählergruppen. Im Revisionismusstreit verteidigte David die Thesen Eduard Bernsteins, der öffentlich zentrale Gesellschafts- und Revolutionsvorstellungen von Karl Marx bezweifelt hatte. Wie andere führende Sozialdemokraten aus Süddeutschland auch erstrebte David eine systematische Bündnispolitik mit gemäßigten Parteien und Gruppen des Bürgertums zur Durchsetzung von demokratischen und sozialen Forderungen. Diese Position wurde parteioffiziell bis zum Beginn des Ersten Weltkriegs abgelehnt.
Die größte Wirkung entfaltete David in den Jahren von 1914 bis 1919. Er gilt als zentraler Wegbereiter der Burgfriedenspolitik, die für ein innenpolitisches Stillhalten während des Krieges sorgen sollte. David erhoffte sich ein Entgelten für die sozialdemokratische Stillhaltepolitik durch die Parlamentarisierung des Deutschen Kaiserreichs. Mit der Oktoberreform von 1918 sah er sich am Ziel seines Weges. Auch persönlich erreichte er nun politische Spitzenämter. Er wurde zunächst Unterstaatssekretär, kurze Zeit darauf in der Weimarer Republik mehrfach Minister. Erst 1919 gab David seine Einschätzung auf, Deutschland habe im Ersten Weltkrieg einen Verteidigungskrieg geführt. Diese Annahme hatte zuvor die Basis seiner Politik gebildet.
Parlamentsmandate hielt David von 1896 an, zunächst auf Landesebene in Hessen, dann für den Deutschen Reichstag. Außerdem wurde er 1919 Mitglied der Nationalversammlung. Er war ihr erster Präsident und trat am 13. Februar in die Reichsregierung ein, in der er bis Juni 1920 blieb.

## Jugend, Studium, Familie
Eduard David kam als Sohn eines preußischen Rentmeisters zur Welt, wurde evangelisch getauft und wuchs in einer „erzkonservativen Beamtenfamilie“ auf. In Krofdorf nahe Gießen besuchte er die Volksschule. Die weitere Schulkarriere führte ihn auf Gymnasien in Gießen und Bielefeld. Noch vor dem Abitur unterbrach er seine Schullaufbahn und absolvierte in Berlin eine kaufmännische Lehre.
Nach Abschluss der Lehre holte er in Bielefeld das Abitur nach und nahm anschließend an der Ludwigsuniversität Gießen das Studium der Germanistik, Geschichte und Philosophie auf. Das Studium beendete er mit dem Staatsexamen für das höhere Lehramt. 1891 promovierte David zum Doktor der Philosophie mit einer Arbeit über „Die Wortbildung der Mundart von Krofdorf“. Während des Studiums trat er 1885 der Burschenschaft Arminia bei, die in Gießen im November 1885 neu gegründet worden war. Ihre Satzung wurde von David verfasst. Im Unterschied zur Praxis vieler anderer Burschenschaften gestattete sie die Aufnahme von Juden. Auch an der Formulierung der Satzung des liberalen Allgemeinen Deutschen Burschenbundes wirkte er mit. Er war auch Mitglied der Burschenschaft Neogermania Berlin.
1891 trat David eine Stelle als Oberlehrer am Gymnasium in Gießen an. Im März 1894 bat er um Beurlaubung aus dem Schuldienst, weil sich seine inzwischen aufgenommene Tätigkeit für die SPD mit der Arbeit eines Beamten in Diensten des Großherzogtums Hessen kaum vertrug. Wenige Monate später folgte durch die Behörden seine endgültige Entlassung, nachdem er eine Anfrage, ob er sich für die Sozialdemokratie engagiere, positiv beantwortet hatte.
1896 heiratete David Gertrud Swiderski, Tochter eines wohlhabenden Leipziger Ingenieurs und Maschinenfabrikbesitzers. Aus dieser Ehe ging seine Tochter Sonja hervor. Gertrud David arbeitete von 1907 bis 1916 in der Redaktion der Sozialistischen Monatshefte und gab zudem die Socialstatistische Correspondenz heraus. Später arbeitete sie als Filmregisseurin. 1911 wurde die Ehe gütlich geschieden, nachdem das Paar schon seit 1908 getrennt gelebt hatte. Im Juli 1918 verheiratete sich David mit Hermine Schmidt, einer Arzttochter aus dem badischen Lahr. Aus dieser Ehe ging sein Sohn Heinrich hervor.

## Arbeit für die SPD bis zum Ersten Weltkrieg

### Politik im Großherzogtum Hessen
Noch während seiner Zeit als Gymnasiallehrer engagierte sich David für die SPD in Hessen. Zusammen mit seinem ehemaligen Studienfreund Simon Katzenstein gründete er 1893 die Mitteldeutsche Sonntagszeitung. Ihr Ziel war die Gewinnung von SPD-Wählern und -Mitgliedern in der Landbevölkerung, insbesondere unter Kleinbauern. Die erste Ausgabe der Zeitung wurde der regionalen Parteileitung in Frankfurt am Main vorgelegt. Dem skeptischen Hinweis, diese Ausgabe enthalte nicht ein einziges Mal den Begriff „Klassenkampf“, begegnete David erfolgreich mit dem Argument, genau dies erhöhe die Attraktivität des neuen Blattes in der Landbevölkerung. Im Übrigen verberge sich aber in jedem Satz der Zeitung der Klassenkampfgedanke. Zwei Jahre nach Gründung dieser Wochenzeitung gelang es David, den jungen Philipp Scheidemann als Redakteur zu gewinnen.
David wechselte 1896 nach Mainz, um dort als Redakteur der Mainzer Volkszeitung zu wirken. Die Mitarbeit in dieser sozialdemokratischen Parteizeitung war ebenfalls von kurzer Dauer, denn Eduard David errang bereits 1896 im Wahlkreis Friedberg-Büdingen einen Sitz in der Zweiten Hessischen Ständekammer. Vor dem Hintergrund der mit diesem Parlamentssitz verbundenen Arbeit, der darüber hinausgehenden weiteren Parteiarbeit als SPD-Parteisekretär für das Großherzogtum Hessen ab 1897 sowie der eigenen schriftstellerischen Aktivitäten schied David 1897 aus der Mainzer Redaktion aus. Mainz blieb jedoch bis 1905 Lebensmittelpunkt Davids. Hier gründete er zusammen mit seiner Frau und weiteren Freunden 1899 die lokale Spar-, Produktions- und Konsumgenossenschaft.
In der Zweiten Kammer der Landstände des Großherzogtums Hessen, der er von 1896 bis 1908 (gewählt im Wahlbezirk Mainz I) angehörte, machte David insbesondere in Schul- und in Haushaltsdebatten auf sich aufmerksam. Politische Freunde nannten ihn anerkennend „unseren besten Mann im Felde“. Die im Vergleich zu Preußen und Sachsen liberalere politische Kultur des Großherzogtums Hessen prägte David nachhaltig, genauso wie die weniger auf Konfrontation zielende politische Kultur Süddeutschlands beispielsweise Georg von Vollmar in Bayern formte oder Ludwig Frank in Baden.

### Engagement für Mutterschutz und Sexualreform
Gemeinsam mit der Sexualreformerin Helene Stöcker, mit der er bis zum Ersten Weltkrieg befreundet war, engagierte sich Eduard David für Mutterschutz und Sexualreformen. Er publizierte in dem Organ des Bundes für Mutterschutz, der Neuen Generation, und hielt Vorträge zu dem Thema. Auch im Reichstag plädierte er immer wieder für diese Ziele.

### Agrarpolitiker
David hielt es für notwendig, neben der Industriearbeiterschaft auch andere Bevölkerungskreise für die sozialdemokratische Arbeiterbewegung zu interessieren, insbesondere in den überwiegend agrarischen Landesteilen. Schon mit der Gründung der Mitteldeutschen Sonntagszeitung war eine Stoßrichtung vorgegeben, die David über Jahrzehnte verfolgen sollte. Seine intensiven Studien der besonderen wirtschaftlichen und sozialen Verhältnisse auf dem Land und in der Landwirtschaft führten ihn in der Agrarfrage zu Thesen, die er parteiweit in Büchern, Aufsätzen und Reden nachdrücklich artikulierte. Den Kern seiner Annahmen bildete die These, dass die Entwicklungstendenzen in der Industrie nicht automatisch die der Landwirtschaft seien. Zwischen diesen beiden Wirtschaftssektoren gebe es deutliche Unterschiede. Bäuerliche Kleinbetriebe seien ferner keineswegs in allen agrarischen Produktionszweigen durch Konzentrations- und Industrialisierungstendenzen zum Untergang verurteilt; in bestimmten agrarischen Arbeitsfeldern sei der Kleinbetrieb keine untergehende, sondern im Gegenteil eine zukunftsfähige Unternehmensform. Klein- und Familienbetriebe böten nach Ansicht Davids außerdem gute Möglichkeiten für eine rationelle Unternehmensführung. Die Unterstützung solcher Betriebe sei darum langfristig nicht aussichtslos – im Gegenteil, die Förderung solcher Betriebsformen sei vielmehr sinnvoll und erforderlich, weil diese Betriebe zu einer besseren Ernährungsversorgung der Bevölkerung beitragen würden. Schließlich seien genossenschaftliche Organisationsformen in der Landwirtschaft eine Brücke zu den Verbrauchergenossenschaften in den Städten.
David meldete sich auf dem Frankfurter Parteitag der SPD in der Agrarfrage zu Wort. Dieser Parteitag, der vom 21. bis 27. Oktober 1894 tagte, war der erste, für den David ein Mandat erhalten hatte. Zusammen mit Gleichgesinnten forderte er die Ergänzung des Erfurter Programms durch ein Agrarprogramm, das die Interessen der Landarbeiter und der Kleinbauern aufnehmen sollte. Der Parteitag beschloss daraufhin, eine Kommission zur Ausarbeitung eines Programmentwurfs zu berufen. Ihr gehörte David an. In den folgenden Monaten erarbeitete diese Kommission auf der Basis von Studien dreier regionaler Unterausschüsse einen entsprechenden Vorschlag. David gehörte der Teilgruppe an, die unter der Federführung Georg von Vollmars die kleinbäuerlichen Strukturen in Süddeutschland untersuchte. Er trug auf dem Breslauer Parteitag (6.–12. Oktober 1895) die Ergebnisse und die programmatischen Schlussfolgerungen dieses Unterausschusses vor. Obwohl sich August Bebel hinter den Programmvorschlag der Agrarkommission gestellt hatte und sich vor den Delegierten für die Annahme dieses Agrarprogramms aussprach, scheiterte es an der Parteitagsmehrheit. Sie hielt es für falsch, Landarbeitern und Kleinbauern eine Verbesserung ihrer Lebensverhältnisse durch Unterstützung ihres Privateigentums in Aussicht zu stellen. Das sei der Revolution abträglich, dem „Ausbeuterstaat“ liefere man mit der Forderung nach entsprechenden staatlichen Unterstützungsprogrammen nur neue Machtmittel. Der Antrag zur Ablehnung des Agrarprogramms war von Karl Kautsky, dem damals führenden Theoretiker in der SPD, entworfen und unter anderem von Paul Singer, Ignaz Auer, Clara Zetkin, Richard Fischer und Arthur Stadthagen unterzeichnet worden. Eine Folge dieses Beschlusses war, dass anderen Parteien bei der politischen Agitation in der Landbevölkerung viele Jahre lang der Vortritt gelassen wurde. David gab in seinen agrarpolitischen Anstrengungen dennoch nicht nach. Im Frühjahr 1903 veröffentlichte er seine Vorstellungen in Buchform. Dieses Werk – Sozialismus und Landwirtschaft – ist von Bernstein hoch gelobt worden. Bereits ein Jahr später erschien es in polnischer Übersetzung und hat das Agrarprogramm der Sozialistischen Partei Polens erheblich beeinflusst.

### Revisionismusstreit
Obwohl David in der Agrardebatte der SPD „der eigentliche Gegenspieler“ Kautskys war, hat er ihn nie offen mit einer grundlegenden Infragestellung der damals in der SPD vorherrschenden Annahmen über die Gesellschaft, den Staat und die Revolution herausgefordert. Das blieb Eduard Bernstein vorbehalten. Dieser hatte von 1896 bis 1899 eine Reihe von Arbeiten veröffentlicht, in denen er forderte, die in der Partei weit verbreiteten Revolutionsvorstellungen, -erwartungen und -hoffnungen zugunsten einer Bejahung praktischer Reformpolitik aufzugeben. Eine grundlegende Veränderung der Gesellschaft sei bereits in der bürgerlichen Gesellschaft möglich, nicht erst nach einer Revolution. Auf dem Parteitag von 1899 in Hannover griff Bebel in einer „Verdammungsrede“ Bernstein, der auf dem Parteitag nicht anwesend war, heftig an. Er behauptete, Bernstein könne nicht mehr als Sozialdemokrat betrachtet werden. In der anschließenden Aussprache war David der erste Redner und widersprach dem Parteivorsitzenden ausführlich. David betonte in seiner Verteidigungsrede, Bernstein wolle – wie jeder andere Sozialist auch – die gesellschaftliche Organisation des Produktionsprozesses erreichen, die auf eine Überwindung der privaten Aneignung des Mehrwerts hinauslaufe. Das sei entscheidend für die Frage, ob jemand Sozialist sei oder nicht. Bernstein halte überdies die Erreichung dieses Ziels auf dem Boden des gegenwärtigen Staates für möglich. Er, David, stimme dieser Einschätzung zu. Praktische Schritte in der Gegenwart seien auch für ihn kein bloßes Beruhigungsmittel, sondern Bausteine für eine bessere Zukunft. In dieser Rede kritisierte David außerdem offen die Verelendungs- und Zusammenbruchstheorie, nach der die Arbeiterklasse immer weniger am gesellschaftlichen Reichtum teilhabe. Die Schlussworte seiner Entgegnung auf Bebel waren: „Hoch das Banner der Hoffnung, nicht nur auf eine bessere Zukunft, sondern vor allem und in erster Linie auch auf eine bessere Gegenwart.“ Mit dieser Rede begründete David seinen Ruf, einer der führenden Revisionisten in der Partei zu sein. David störte diese Kennzeichnung nicht, er hielt den Revisionismusstreit für eine nachrangige Auseinandersetzung um Theorien, viel entscheidender seien praktische Reformschritte.

### Erweiterung der Parteibasis
Die SPD verstand sich als Partei der Industriearbeiterschaft. David forderte statt dieser Fokussierung eine Erweiterung der Rekrutierungsbasis. Seiner Meinung nach war es für die schrittweise Eroberung der politischen Macht unerlässlich, sich auch anderen Berufsgruppen zuzuwenden. Für ihn war in dieser Hinsicht jeder, der nützliche, produktive Arbeit leistete, interessant. Neben Industriearbeitern und abhängig Beschäftigten im Handwerk sollte die Mehrzahl der Bauern dazu gehören. Auch kleinere und mittlere Gewerbetreibende sowie Beamte und die „geistige Berufsarbeiterschaft“ zählte er dazu. Diese veränderte soziale Parteibasis hätte nach David ergänzt werden sollen durch ein Bündnis mit Linksliberalen im Kampf gegen das diskriminierende preußische Dreiklassenwahlrecht.

### Massenstreikdebatte
In der sozialdemokratischen Arbeiterbewegung entwickelte sich ab 1905 eine Debatte um das Verhältnis von Partei und Freien Gewerkschaften, die so genannte Massenstreikdebatte. Es ging darum, inwieweit die sozialistischen Gewerkschaften sich politische Vorgaben von der SPD machen lassen bzw. in welchem Grad sie unabhängig agieren sollten. Die Parteilinke um Rosa Luxemburg verlangte von den Gewerkschaften, den Streik nicht nur als Mittel der Lohnfindung zu betrachten, sondern auch als Mittel, um politische Auseinandersetzungen auszutragen. Solche politischen Gewerkschaftsaktionen hätten für ein revolutionäres Klassenbewusstsein positiv erzieherische Wirkungen. Hintergrund waren umfangreiche politische Streikaktionen von Gewerkschaften in Belgien und Schweden sowie die russische Revolution von 1905. David stellte sich wie die Parteimehrheit gegen diese Überlegungen und warnte vor einem „Zusammenwerfen der Begriffe Massenstreik und Straßenrevolution“, vor allem dann, wenn der politische Gegner die Befehlsgewalt über das Militär habe. Er hielt eine enge Absprache von Partei- und Gewerkschaftsführung zwar für richtig, auch wollte er den Massenstreik als ein letztes Mittel nicht ausschließen. Die Gewerkschaften sollten aber nicht zum ausführenden Organ der Partei degradiert werden. Partei, Gewerkschaften und Genossenschaften waren für ihn eine zu wahrende „Dreieinigkeit“.

### Budgetbewilligung
Ein weiterer Streitpunkt innerhalb der SPD war die Frage der Budgetbewilligungen, also die Zustimmung zu den von den jeweiligen Regierungen vorgelegten Haushaltsplänen. Die Sozialdemokraten in Süddeutschland, insbesondere in Hessen, Baden und Bayern hatten solchen Haushaltsvorlagen zugestimmt. Im Großherzogtum Hessen und in Baden war diese Zustimmung schon 1891 erfolgt, ohne dass dies in der Partei Anlass zur Kritik gegeben hätte. Drei Jahre später war es den bayrischen Sozialdemokraten gelungen, in Etatberatungen einige soziale und kulturelle Ziele durchzusetzen, sodass sie schließlich für den Gesamtetat stimmten. Das löste auf dem Frankfurter Parteitag von 1894 heftige Kritik aus. Eine solche Politik war für preußische und sächsische Sozialdemokraten kaum hinnehmbar, denn sie waren von der scharfen antisozialdemokratischen Politik dieser Länder geprägt. Der auf dem Parteitag gefundene Kompromiss legte die SPD zwar prinzipiell auf Fundamentalopposition fest. In günstigen Situationen seien Kompromisse jedoch erlaubt. 1908 kam der Konflikt noch einmal auf die Tagesordnung des Parteitags von Nürnberg, weil die Sozialdemokraten in Baden erneut einem Haushalt zugestimmt hatten. David solidarisierte sich vor und während dieses Parteitages mit den badischen Sozialdemokraten. Sein Anliegen war es, die Spielräume für eine praktische Politik der Reformen offen zu halten, zumindest in Süddeutschland. In den süddeutschen Ländern eine kompromisslose Oppositionshaltung an den Tag zu legen, hielt David für „eine theoretische Schrulle“. Die Frage der Budgetbewilligung war für ihn keine Frage von Prinzipien, sondern eine der Taktik, bei der strenge Parteidisziplin hinderlich sei.

### Reichstagsabgeordneter
1903 gelang es David, im Wahlkreis Mainz-Oppenheim ein Mandat für den Reichstag zu erobern. Für die dabei notwendige Stichwahl ging die SPD ein Bündnis mit liberalen und demokratischen Parteien ein. Das sicherte den Erfolg gegen den Zentrumspolitiker Adam Joseph Schmitt. Zweimal zuvor, 1896 und 1898, hatte David in diesen Stichwahlen das Nachsehen gehabt, obwohl er jeweils in den ersten Wahlgängen vorn gelegen hatte.

Eduard David um 1907

Als Reichstagsabgeordneter kümmerte sich David um Themen, die ihm bereits geläufig waren. Neben der Kultus- und Agrarpolitik waren dies bald allgemeine wirtschaftspolitische und finanzpolitische Fragestellungen. Seit er 1907 für seine Partei im Ausschuss für Wirtschafts-, Steuer- und Agrarpolitik saß, galt er als der Steuerexperte seiner Fraktion. In Haushaltsdebatten zählte er zu den Hauptrednern der SPD.
Außenpolitische Themen haben den Parlamentarier David erst ab 1910 beschäftigt. Seine Positionen deckten sich hier mit denen der Gesamtpartei. Sie waren gekennzeichnet durch eine Hochschätzung des politischen Systems und der Außenpolitik Großbritanniens, mit dem eine Verständigung anzustreben sei, die auch auf dem europäischen Kontinent zu einer Verbesserung der Beziehungen mit Frankreich führen könne. Einem guten Verhältnis zu Großbritannien stehe das deutsch-britische Wettrüsten entgegen, für das die deutsche Flottenbaupolitik verantwortlich sei. Russland hingegen betrachtete David als Gefahr für den Frieden. Dort wie auch in Österreich-Ungarn machte er politische Kreise aus, die auf einen großen Krieg drängten. Greife Russland das Deutsche Reich an, so habe dieses ein Recht zur militärischen Verteidigung. Im Fall eines österreichischen Angriffskriegs sei Deutschland trotz des Zweibundes zur Solidarität mit seinem Nachbarn im Süden nicht verpflichtet.
Vor dem Hintergrund dieser parlamentarischen Tätigkeit wurde David 1912 in den Fraktionsvorstand der SPD gewählt. Innerparteilich war das sein höchstes Amt vor dem Ersten Weltkrieg. Unter den Parlamentariern galt er als jemand, der sich gründlich in die zu verhandelnde Materie einarbeitete. Ferner wurde ihm Schlagfertigkeit und argumentative Überzeugungskraft nachgesagt. Auch sei seine Freude an Debatten und Belehrungen unverkennbar gewesen – alles Eigenschaften, die ihm im Parlament nützlich waren, von dessen zentraler politischer Bedeutung er überzeugt war. Eine Reihe von Nachwuchspolitikern in der SPD betrachtete David als ihren Mentor und ihr Vorbild, so beispielsweise Bernhard Adelung, Philipp Scheidemann, Carl Severing und Friedrich Stampfer.

## Burgfriedenspolitiker im Ersten Weltkrieg

### Die Politik des 4. August
David war wesentlich an der Entscheidung des 4. August 1914 beteiligt. An diesem Tag stimmte die SPD-Reichstagsfraktion gegen den Widerstand des Partei- und Fraktionsvorsitzenden Hugo Haase den von der Reichsregierung geforderten Kriegskrediten zu, wie es die anderen Reichstagsfraktionen ebenfalls taten. Überdies hatten sich die Freien Gewerkschaften bereits am 2. August auf eine Burgfriedenspolitik festgelegt, verzichteten also bewusst auf Streiks und versprachen, die Kriegsmobilisierungen zu unterstützen. Noch wenige Tage zuvor hatte die SPD zu zahlreichen Protestversammlungen gegen den drohenden Krieg und gegen die verantwortungslose Politik Österreich-Ungarns aufgerufen.
David war der Ansicht, dass das Deutsche Reich einen legitimen Verteidigungskrieg gegen Russland und Frankreich führe. Die von ihm an führender Stelle mitformulierte Politik der Zusammenarbeit mit der Reichsleitung und mit den anderen Parteien betrachtete er als Weg zu einer Demokratisierung und Parlamentarisierung des Reiches. Er erhoffte sich davon die Überwindung der vielfältigen Ausgrenzungen, welche die Organisationen und Repräsentanten der sozialistischen Arbeiterbewegung bis dahin erfahren hatten. Für ihn markierte diese Politik die entscheidende Etappe auf dem Weg der SPD zu einer Volkspartei. Am 4. Februar 1916 notierte er in sein Kriegstagebuch: „Wenn die Partei jetzt nicht den Weg von der Handarbeiterpartei zur Volkspartei findet, ist ihre große Mission verpaßt.“ Das Ja zu den Krediten erhöhte seiner Ansicht nach die Durchsetzungschancen späterer sozialer und demokratischer Forderungen, zu denen er eine grundlegende Wahlrechtsreform in Preußen zählte. Für eine solche Wahlrechtsreform war er bereit, einen Monarchen in Repräsentativfunktion an der Staatsspitze eines demokratisch-parlamentarischen Systems zu akzeptieren, der Staat musste für ihn keine Republik, die Staatsspitze kein Präsident sein. Kritik an der Regierung hätte, so glaubte David, nur den Kriegsgegnern Deutschlands genutzt. Offenkundige Grundsatzstreitigkeiten in Deutschland hätten den Widerstand gegen deutsche Truppen gefestigt und auf diese Weise den Krieg verlängert; eine fortwährende Demonstration deutscher Einigkeit und Siegesgewissheit, glaubte David, würde den Krieg verkürzen, den deutschen Sieg schneller herbeiführen. Kritik an der Regierung hätte in den Augen Davids überdies die Position des Reichskanzlers Theobald von Bethmann Hollweg gefährdet, in dem er bis Mitte 1917 einen Widerlager gegen extreme Annexionsvorstellungen in Militär und Politik sah.
Davids Stimme hatte bei der Entwicklung und Durchsetzung dieser Politik besonderes Gewicht, weil er im Großherzogtum Hessen über einen festen Rückhalt an der Parteibasis verfügte und sich ferner als Vertreter der süddeutschen Sozialdemokratie längst einen Namen gemacht hatte. Außerdem hatte er unter den führenden Sozialdemokraten, die dem rechten Flügel der Partei angehörten, die besten Kontakte zu den Gewerkschaftsführern.

### Kriegszielpolitik
Die Anfangserfolge des deutschen Militärs führten zu einer breiten Diskussion über die Kriegsziele, die das Deutsche Kaiserreich im Ersten Weltkrieg erreichen sollte. Die öffentliche Erörterung dieses Katalogs oft expansiver und maßloser Ziele erfasste das Militär, die Reichsleitung und weite Teile des Bürgertums. Für die Sozialdemokratie waren diese Debatten eine politische Herausforderung, denn für sie war nur ein Verteidigungskrieg, der ohne Annexionen zugunsten des Deutschen Reiches endete, legitim. Die Parteileitung zögerte jedoch lange, sich in dieser Diskussion öffentlich zu äußern. Eine kleine, aber wachsende Minderheit führender Sozialdemokraten unter Führung des SPD-Vorsitzenden Haase erzwang eine Stellungnahme der Partei, indem sie sich im Juni 1915 ohne Absprache mit den Parteigremien an die Öffentlichkeit wandte und die annexionistische Kriegszieldiskussion verurteilte. Dieses eigenmächtige Verhalten wurde von der Mehrheit der SPD-Reichstagsfraktion scharf kritisiert.
Im Bestreben, die Parteieinheit zu wahren und zu einer einheitlichen Haltung gegenüber der grassierenden Kriegszieldiskussion zu finden, erteilte der Parteivorstand Anfang August 1915 daraufhin Eduard Bernstein, der zu den Kriegsgegnern gehörte, und Eduard David den Auftrag, „Leitsätze“ für die Friedensgestaltung auszuarbeiten. Beide Autoren legten am 15. August 1915 unterschiedliche Konzepte vor. Der Entwurf von David wurde zur Grundlage der Leitsätze gemacht, der Entwurf Bernsteins wurde dagegen inhaltlich kaum diskutiert. Die deutliche Mehrheit sowohl der Reichstagsfraktion als auch des Parteiausschusses nahm den Vorschlag Davids nach einigen Änderungen an. Die in fünf Punkte gegliederten Leitsätze forderten die Abwehr aller gegen Deutschland gerichteten territorialen Ansprüche, insbesondere Elsass-Lothringen betreffend. Der zukünftigen wirtschaftlichen Entfaltungsmöglichkeit des deutschen Volkes sollte eine Politik der offenen Tür in allen Kolonien dienen, genauso wie ein Abbau von Zoll- und Handelsschranken sowie die Freiheit der Meere und Meerengen. Mit gleicher Intention sollten die sozialen Sicherungssysteme ausgebaut werden. Die „Zertrümmerung Österreich-Ungarns“ wurde ebenso abgelehnt wie Kriegsziele, die 1915 gegen die Türkei gerichtet waren. Die Leitsätze verurteilten überdies deutsche Annexionspläne und hielten die „Wiederherstellung Belgiens darum für geboten“. In der Nachkriegszeit sollte schließlich ein ständiger internationaler Schiedsgerichtshof zur friedlichen Konfliktbeilegung und zukünftigen Kriegsverhinderung geschaffen werden.
In drei Punkten hatte sich Davids Entwurf deutlich von den schließlich verabschiedeten Leitsätzen unterschieden. David hatte zum einen gefordert, dass Belgien nach dem Krieg nicht wieder ein „Vorwerk“ Großbritanniens sein dürfe. Die Forderung nach Wiederherstellung Belgiens wurde nach den Diskussionen in den Entscheidungsgremien der SPD jedoch an keine Bedingung geknüpft. Zum zweiten tauchte im Entwurf Davids der Begriff des Selbstbestimmungsrechts der Völker nicht auf. Er fürchtete, dass die Kriegsgegner in der Partei diese Formulierung nutzen würden, um auf Volksabstimmungen in Elsass-Lothringen, Nordschleswig und Posen zu drängen – also auf mögliche Gebietsverluste des Deutschen Reichs hinarbeiten würden. Drittens schließlich fand sich im verabschiedeten Papier kein Wort zur zukünftigen Stellung Polens. David hatte eine Formulierung vorgesehen, die für ein zukünftiges Polen eine enge Bindung nicht an Russland, sondern an Österreich-Ungarn und Deutschland anstrebte. Auf diese Weise sollte es als Puffer gegen Russland wirken. David zog diesen Passus seines Entwurfs während des 15. August zurück. Er hielt ihn nach Lage der Diskussion für nicht durchsetzbar.
Die Zensur verhinderte eine Veröffentlichung der „Leitsätze“, sie nahm vor allem Anstoß an der Passage über Belgien. Es blieb die Möglichkeit, sie im Plenum des Reichstages vorzutragen. Eine knappe Mehrheit der Fraktion, darunter David, stimmte jedoch dagegen, die Leitsätze auf dem Umweg über den Reichstag zu veröffentlichen. Damit blieben sie am Ende faktisch wirkungslos.
Auch wenn David der geistige Vater der Leitsätze gewesen ist, die sich gegen Annexionen aussprachen, so hat er selbst keineswegs alle Annexionsüberlegungen von sich gewiesen. Einem siegreichen Deutschland, mit dem er während des Krieges lange rechnete, hätte nach seiner Ansicht ein solcher Gebietszuwachs kaum verwehrt werden können. Eine konsequente Ablehnung von Annexionen wäre seiner Meinung nach taktisch unklug gewesen, da sie die politischen Mitwirkungsmöglichkeiten seiner Partei eingeengt hätte. Eine solche Lage wollte er unbedingt vermeiden. Einen möglichen Weg des Gebietszuwachses sah er in der Übernahme von Kolonien der Kriegsgegner, vor allem Frankreichs, nach einem deutschen Sieg. Veränderungen von Gebietsgrenzen außereuropäischer Territorien hätten den Vorteil, dass Konflikte in Europa seiner Ansicht nach dadurch kaum geschürt werden würden.

### Reichskonferenz im September 1916
Der 4. August 1914 blieb einmalig. Die demonstrative und ausnahmslose Geschlossenheit der Sozialdemokraten bei der Bewilligung von Kriegskrediten wurde nie wieder erreicht. Mit zunehmender Dauer des Krieges wuchs der parteiinterne Widerstand. Zunächst war es nur Karl Liebknecht, der offen gegen weitere Kriegskredite stimmte. Im Lauf des Jahres 1915 stieg die Zahl der mit Nein Stimmenden aber deutlich an, obwohl dieses abweichende Verhalten von der Fraktionsmehrheit streng getadelt wurde. Bis Ende 1915 gelang es der Mehrheit zu verhindern, dass Sozialdemokraten, die gegen Kriegskredite stimmten, ihr Votum offen im Plenum des Reichstages begründen konnten. Begründungen erfolgten bis dahin nur durch Vertreter der Mehrheit für ihre Zustimmung, beispielsweise durch Eduard David am 20. August 1915. David tat dies bei dieser Gelegenheit in einer Weise, die nicht erkennen ließ, wo der Unterschied zu den Äußerungen der anderen Parteien lag – so jedenfalls lautete die Kritik im Parteiorgan Vorwärts.
Am 21. Dezember 1915 vermochte die Fraktionsmehrheit allerdings die Begründungen der Minderheit für ihre Ablehnung weiterer Kriegskredite nicht mehr vom Reichstagsplenum fernzuhalten. Friedrich Ebert begründete für die Mehrheit die Zustimmung, während Friedrich Geyer das Nein von 20 SPD-Parlamentariern erläuterte. Die Argumentation gegen die Zustimmung war von Hugo Haase verfasst worden. Zusammen mit dem Gewerkschaftsführer Carl Legien forderte Eduard David sofort den Ausschluss dieser 20 Parlamentarier, fand dafür in der Fraktion aber keine Mehrheit.
Im März 1916 wiederholte sich der Konflikt. Diesmal stand ein Not-Etat zur Bewilligung an. Während die Fraktionsmehrheit hier keine weitere Bewilligung von Kriegsausgaben und -krediten sah, erblickte die Minderheit in dieser Finanzvorlage sehr wohl ein Verlangen nach zusätzlichen Mitteln für den Krieg. Ohne vorherige Information der Fraktionsmehrheit ergriff Hugo Haase am 24. März 1916 im Reichstag das Wort, um die Ablehnung der Vorlage durch die Fraktionsminderheit zu begründen. Diese überraschende Wortmeldung ging in tumultartigen Szenen fast unter, hervorgerufen von Vertretern der Parteimehrheit, die Haase am Sprechen hindern wollten. Sie fühlten sich hintergangen. Die Fraktionsmehrheit schloss die Minderheit um Haase sofort aus der Fraktion aus. Diese bildete noch am 24. März eine eigene sozialdemokratische Fraktion, die „Sozialdemokratische Arbeitsgemeinschaft“.
Im Lauf des Jahres 1916 reiften in der Parteispitze Überlegungen, eine gründliche, breit angelegte parteiinterne Aussprache über die Politik der SPD seit Kriegsbeginn zu führen. Die Durchführung eines geordneten Parteitages hierzu schien den Vertretern aller Parteiflügel nicht gewährleistet zu sein. Aus diesem Grund wurde vom 21. bis 23. September 1916 eine „Reichskonferenz“ der SPD im Reichstagsgebäude abgehalten, an der mehr als 300 Delegierte teilnahmen. Zu einer Verständigung auf tragfähige Kompromisse kam es während dieser Tagung allerdings nicht. Das einzig verabschiedete Dokument war die Resolution „Zur Friedensfrage“. Sie war von Eduard David vorbereitet worden. Die Kriegsgegner boykottierten die Abstimmung über diesen Text, denn sie wünschten, dass die Konferenz ganz ohne bindende Beschlüsse bliebe. David hatte die bekannten Positionen noch einmal zusammengefasst: Das Deutsche Reich führe einen Verteidigungskrieg, „Vergewaltigungen“ anderer Völker wurden abgelehnt, die Regierung wurde zu einem möglichst raschen Friedensschluss gedrängt. In seinem Kriegstagebuch hielt David zum Abstimmungsergebnis fest: „Bin mit dem Resultat zufrieden; aber die Zahlen hätten besser sein müssen. Immerhin, die Mehrheit ist ein einigermaßen in sich fester Block; das erste Mal, daß eine prinzipielle Resolution von mir eine Mehrheit findet. Sie enthält nichts von Klassenkampf und Proletariat.“

### Einheit oder Spaltung der Sozialdemokratie
Bereits vor dem 4. August 1914 verfolgte David Pläne, aus der SPD auszuscheiden für den Fall, dass die Reichstagsfraktion den Kriegskrediten nicht zustimmen würde. Nachdem die Zustimmung erfolgt war, konzentrierte er sich darauf, die Parteirechte zu organisieren und die Parteimitte im Sinne der Rechten zu beeinflussen. Zum Teil fanden die entsprechenden Treffen dazu in Berliner Gewerkschaftshäusern statt, zum Teil auch im Parteiarchiv der SPD, dessen Leitung David im März 1914 übernahm und bis Anfang 1917 innehatte. Nachgiebigkeit der Partei- und Fraktionsführung gegenüber denjenigen in der Partei, die sich einer Zustimmung zu den Kriegskrediten verweigerten, erschien David als Fehler. Die Rede von der notwendigen Einheit der Partei hielt er für ein hinderliches Dogma. Er drängte stattdessen auf eine Trennung von der Minderheit, konnte sich damit aber bis März 1916 nicht durchsetzen. Als sie schließlich mit der Gründung der Sozialdemokratischen Arbeitsgemeinschaft erfolgte, begrüßte er sie. Hätte sich im Verlauf des Krieges die Minderheit in Partei und Fraktion zur Mehrheit entwickelt, so hätte David die Gründung einer eigenen, konsequent reformistischen Partei rechts von der Sozialdemokratie in Angriff genommen.
In seinem Kriegstagebuch gebrauchte er zur Charakterisierung der Parteilinken oft äußerst aggressive Wendungen. In dieser nicht für die Öffentlichkeit bestimmten Niederschrift finden sich auch eindeutig antisemitische Äußerungen, mit denen David jüdische Sozialdemokraten der Parteiminderheit belegte, namentlich Hugo Haase.

### Ebert, Scheidemann, David
Nachdem sich die SPD endgültig gespalten hatte und aus der Sozialdemokratischen Arbeitsgemeinschaft die Unabhängige Sozialdemokratische Partei Deutschlands (USPD) hervorgegangen war, also seit Anfang April 1917, kristallisierten sich drei Männer als das Führungsteam der Mehrheits-SPD heraus: Ebert, Scheidemann und David. Von diesen dreien war Ebert in der Partei am stärksten anerkannt, nicht zuletzt wegen seiner Herkunft aus der Arbeiterschaft. David galt als Taktiker und Mann mit den besten Kontakten zu anderen Reichstagsfraktionen und zu Regierungsstellen. Scheidemann war im Vergleich zu Ebert weniger entschlossen und dachte auch weniger über die jeweils aktuell notwendige Tagespolitik hinaus. Allerdings galt er nicht als Mann der Parteirechten, sondern eher als Mann der Parteimitte. Sein Rückhalt in der Partei war größer als der Davids.

### Sozialistische Konferenz in Stockholm
Nicht allein die deutschen Sozialdemokraten waren uneins in der Frage, worin die Kriegsursachen lagen und wer von den Krieg führenden Staaten der Aggressor sei. Auch international hatten sich die Sozialisten in dieser Frage entzweit. Die Sozialisten der Entente-Mächte sowie der neutralen Staaten sahen allerdings ganz überwiegend in Deutschland den Angreifer. Eine Gelegenheit für die deutschen Mehrheitssozialdemokraten, ihren gegenteiligen Standpunkt vorzutragen, boten im Juni 1917 die Stockholmer Vorkonferenzen der Sozialisten für eine große, ebenfalls in der Hauptstadt Schwedens geplante Stockholmer Friedenskonferenz Eduard David war Delegierter auf dieser Vorkonferenz. Für diese Abordnung hatte er sich qualifiziert, weil er die Sicht der Mehrheitssozialdemokraten bereits mehrfach in Publikationen dargestellt hatte.
David hielt in Stockholm eine Rede zur Kriegsschuldfrage. In ihr lehnte David die These von der deutschen Kriegsschuld entschieden ab. Stattdessen machte er die Ententemächte, die er als „wirtschaftspolitisches Weltverteilungssyndikat auf größtem Maßstabe“ titulierte, für den Krieg verantwortlich. Sie hätten Deutschland eingekreist. An dieser Sicht der Dinge hätte seine Partei seit August 1914 nie einen Zweifel gehabt. Deutschland erwehre sich der Bedrohungen insbesondere des englischen Imperialismus und führe einen Verteidigungskrieg „zur Aufrechterhaltung seiner Lebens- und Entwicklungsmöglichkeit“. Mit dieser Einschätzung widersprach er seinen eigenen Äußerungen vor dem Weltkrieg. Seinerzeit hatte er Deutschlands Flottenbaupolitik kritisiert und Großbritanniens Politik als Reaktion darauf dargestellt. Als David sich nach Ende des Ersten Weltkriegs eingehend mit Dokumenten beschäftigte, die den deutschen Anteil am Kriegsausbruch zeigten, bereute und korrigierte er seine Sichtweise. David setzte sich als Innenminister im Frühjahr 1919 dafür ein, dass Akten, die die erhebliche Mitschuld des Kaiserreichs am Kriegsausbruch belegten, veröffentlicht werden. Aber das Kabinett Scheidemann entschied sich mehrheitlich dagegen.

### Interfraktioneller Ausschuss
Einen Monat nach der Stockholmer Tagung, Anfang Juli 1917, bildete sich der Interfraktionelle Ausschuss. Unmittelbarer Anlass dazu waren Pläne über die Abfassung einer Friedensresolution des Deutschen Reichstags. Die Absicht war, Möglichkeiten eines Verständigungsfriedens auszuloten und zu formulieren. Die entscheidenden Überlegungen zu einer solchen Resolution hatte der Zentrumsabgeordnete Matthias Erzberger, der am Beginn des Krieges zu den exponiertesten Annexionisten gehört hatte, am 6. Juli 1917 im Hauptausschuss des Reichstages entwickelt. Tiefergehende Gründe für die Etablierung dieses parteiübergreifenden Koordinationsgremiums lagen in der innen- und außenpolitischen Gesamtsituation. Im Steckrübenwinter von 1916/1917 offenbarte sich die dramatisch verschlechterte Versorgungssituation der deutschen Bevölkerung. Eine Demokratisierung und Parlamentarisierung des Reiches war nicht vorangeschritten, Wilhelm II. hatte zwar in seiner Osterbotschaft vom 7. April 1917 dazu Andeutungen gemacht, konkrete Schritte unterblieben jedoch. Im Reich selbst riefen die wirtschaftliche und die politische Lage Unruhen und Massenstreiks hervor. Die Politiker innerhalb der SPD, die den Kurs des 4. August trugen und verteidigten – zu ihren Wortführern gehörte Eduard David – fühlten sich durch diese Lage isoliert. Ihr Kalkül – Frieden nach innen im Tausch gegen deutlich erweiterte Partizipationschancen für die SPD – schien immer weniger aufzugehen. Die Konstituierung und rasche Etablierung des Interfraktionellen Ausschusses wirkten auf sie erlösend, denn endlich schienen sich Parlamentarisierungstendenzen deutlich abzuzeichnen. Vom 6. Juli an gehörte David neben Ebert, Philipp Scheidemann und Albert Südekum diesem Ausschuss als Vertreter der Mehrheitssozialdemokratie an. Im Oktober 1917 kamen noch Otto Landsberg und Hermann Molkenbuhr dazu. Vertreter vom linken Flügel der sozialdemokratischen Reichstagsfraktion waren ebenso wenig vertreten wie Vertreter der USPD. Feste Kooperationspartner der SPD im Interfraktionellen Ausschuss waren das Zentrum sowie die Fortschrittliche Volkspartei. Die Nationalliberale Partei schwankte in Bezug auf ihre Mitarbeit.
Eduard David hatte klare Vorstellungen, wie die Grundzüge der zu erarbeitenden Friedensresolution aussehen sollten: Ein Rückgriff auf die Politik des 4. August sei vorzunehmen, genauso wie eine deutliche Ablehnung der in den Entente-Mächten verbreiteten Vorstellung über die Kriegsursachen. Eroberungen seien genauso abzulehnen wie Entschädigungen. Lebensrechte dürften verteidigt, Lebensrechte anderer jedoch nicht verletzt werden. Es sei deutlich zu machen, dass die Deutschen auch 1917 nicht von Eroberungssucht angetrieben seien. Würden von den Gegnern Deutschlands dessen Lebensrechte angegriffen, sei man jedoch zum äußersten Kampf bereit. David wurde zusammen mit Erzberger, Georg Gothein (Fortschrittliche Volkspartei) und Hartmann von Richthofen (Nationalliberale) in den Unterausschuss des Interfraktionellen Ausschuss gewählt, der die Resolution ausarbeiten sollte. Der erste Entwurf trug deutliche Züge der Konzeption Davids. Auch die mehrfachen Überarbeitungen im Interfraktionellen Ausschuss schliffen seine Grundideen nicht ab. Die Parteien, die sich zur Zusammenarbeit zusammengefunden hatten, veröffentlichten diese Resolution gegen die Widerstände aus Regierung und Oberster Heeresleitung (OHL). Treibende Kraft gegen alle Bedenken waren dabei die Sozialdemokraten. David war es auch, der den neuen Reichskanzler Georg Michaelis, der dem von der OHL gestürztem Bethmann-Hollweg am 14. Juli 1917 nachgefolgt war, auf die Seite der Parlamentsmehrheit ziehen wollte. Der neue Kanzler solle sich außenpolitisch und auch innenpolitisch auf den Reichstag stützen und sich dabei zunächst die Inhalte der Friedensresolution zu eigen machen. Michaelis ging auf dieses Ansinnen nicht ein, sondern behandelte sie distanziert. Er hielt sich an jene, die für seine Ernennung gesorgt hatten – Paul von Hindenburg und Erich Ludendorff. Die Folge war ein sofortiger Vertrauensverlust des neuen Kanzlers in den Parteien des Interfraktionellen Ausschusses.
Davids Optimismus hinsichtlich eines gestärkten Parlaments drückte sich in seinem Begriff Krypto-Parlamentarismus aus, mit dem er im Herbst 1917 die politischen Beziehungen zwischen Reichstag und Regierung kennzeichnete. Die Regierung sei zwar nicht vom Vertrauen des Reichstags und damit vom Vertrauen des Volkes getragen. Andererseits sei sie keine reine Beamtenregierung mehr, allein gestützt auf den Kaiser. Das Parlament regiere derzeit hinter den Kulissen. David hegte in diesem Zusammenhang die Vorstellung, den Einfluss des Parlaments in der Regierung durch Parlamentarische Staatssekretäre bzw. durch Parlamentsvertreter als Minister ohne Geschäftsbereich zum Ausdruck zu bringen. Diese nach David durchaus konfliktreiche Zwischenlösung müsse über kurz oder lang aber zur vollen Parlamentarisierung führen, also zu einer Regierung, die allein von der Reichstagsmehrheit abhängig sei. Faktisch hatte dieses Mitregieren im Hintergrund – entgegen Davids Thesen – aber keine große Reichweite: Sozialdemokratische Forderungen nach Verfassungsänderungen blieben bis zu diesem Zeitpunkt unerfüllt. Auch von Machtpositionen im Regierungs- und Verwaltungsapparat waren Vertreter der SPD und anderer Reichstagsparteien weit entfernt. Überdies rief die Friedensresolution starken Widerstand hervor: Rechtsstehende Kreise gründeten die Deutsche Vaterlandspartei, eine außerparlamentarische Sammlungsbewegung, die für einen Siegfrieden agitierte und von Regierungsstellen unterstützt wurde. Andererseits war das Parlament mittlerweile in der Lage, einen Kanzler zu stürzen. Das zeigte sich Ende Oktober 1917, auf Druck der Fraktionen im Interfraktionellen Ausschuss schied Michaelis aus dem Amt des Reichskanzlers aus.

### Frieden im Osten
Zum Jahresende 1917 ergab sich im Osten die Chance zu einem Friedensschluss. Mit der Oktoberrevolution in Russland waren die Bolschewiki zur Macht gelangt und drängten auf ein Ende des Krieges mit den Mittelmächten, allen voran mit Deutschland. In den Verhandlungen von Brest-Litowsk setzte die OHL im März 1918 einen Siegfrieden durch. Sowjetrussland musste auf mehr als ein Viertel des früheren russischen Territoriums in Europa verzichten. Dabei war im Verlauf der Verhandlungen keineswegs immer klar, ob diese abgetretenen Gebiete zukünftig nach dem Prinzip des Selbstbestimmungsrechts der Völker regiert oder ob sie eng mit Deutschland verknüpft werden würden.
Bereits vor den Waffenstillstandsgesprächen mit Russland, die den eigentlichen Friedensverhandlungen vorausgingen, ergriff Eduard David am 30. November 1917 im Hauptausschuss des Reichstages das Wort. Mit Nachdruck setzte er sich dafür ein, im Osten einen Verständigungs- und keinen Siegfrieden abzuschließen. In den Verhandlungen dürfe den neuen russischen Machthabern keine politische Niederlage bereitet werden, denn das würde dort die Kriegspartei wieder stärken und somit auch die Entente. In der Frage der Randstaaten zwischen Russland und Deutschland forderte er eine Lösung auf der Basis des Selbstbestimmungsrechts der Völker. Dieses Selbstbestimmungsrecht könnten in diesen Randstaaten allein echte Volksvertretungen artikulieren. Außerdem sprach David offen die Befürchtung aus, dass es nicht die zivile Leitung des Reiches sein werde, die in Brest-Litowsk die Verhandlungen für Deutschland führe, sondern die OHL. Am 3. Januar 1918 griff David im Hauptausschuss des Reichstages die Forderung nach einer Friedenslösung auf der Basis des Selbstbestimmungsrechts wieder auf. In seiner Rede vor diesem Gremium kritisierte er scharf alle Versuche, die in Litauen, Kurland und Livland eingerichteten Landesräte als Träger des Volkswillens zu deklarieren. Diese Räte standen unter der Regie der deutschen Regierung und Militärverwaltung. Auch in der Frage der polnischen Souveränität formulierte er vorbehaltlos: „die Lösung der polnischen Frage ist Sache der Polen“. Er forderte überdies im Namen seiner Partei, der Reichstag möge zu einer Sitzung einberufen werden, damit er sich in der entscheidenden politischen Frage der Friedensverhandlungen ein klares Bild machen und seine Mitwirkungs- und Kontrollmöglichkeiten aktiv wahrnehmen könne. Die anderen Parteien, auch die des Interfraktionellen Ausschusses, schlossen sich dieser Forderung jedoch nicht an. Die parlamentarischen Mitgestaltungsmöglichkeiten blieben damit ungenutzt.
Bei der Ratifizierung des Friedensvertrags von Brest-Litowsk am 22. März 1918 enthielt sich die SPD-Fraktion, während die USPD diesen Vertrag als Diktatfrieden ablehnte. Eine starke Strömung innerhalb der SPD-Reichstagsfraktion hatte zuvor für eine Annahme plädiert, sonst sei für die Zukunft die Zustimmung zu weiteren Kriegskrediten kaum zu vermitteln. Diejenigen, die sich wie Eduard David in dieser fraktionsinternen Debatte für eine Enthaltung aussprachen, setzten sich jedoch knapp durch. Wie die USPD den Vertrag rundheraus abzulehnen, kam für die große Mehrheit der mehrheitssozialdemokratischen Reichstagsfraktion nicht in Frage. Eine Ablehnung hätte das in den Wochen der Friedensverhandlungen und der im Reich ausgebrochenen Januarstreiks schon dünn gewordene Band zu den anderen Parteien des Interfraktionellen Ausschusses, die am 22. März 1918 dem Friedensvertrag zustimmten, endgültig zerrissen. Alle Hoffnungen auf einen Machtzuwachs im Bündnis mit den Mehrheitsparteien des Reichstages wären in diesem Fall endgültig gescheitert. Diese Taktik hatte zum Teil Erfolg, denn unmittelbar vor der parlamentarischen Verabschiedung des Friedensvertrags stimmten Zentrum, Fortschrittliche Volkspartei und SPD für eine Resolution, die die Achtung der Selbstbestimmungsrechte Polens, Litauens und Kurlands forderte. Auf diese Weise erlebte der Interfraktionelle Ausschuss „eine Art Wiedergründung“.

### Oktoberreform und Novemberrevolution
Die sich deutlich abzeichnende militärische Niederlage des Deutschen Reichs, die zunehmende Angst vor einer Revolution von unten mit politischen Folgen ähnlich wie denen in Russland sowie die Sorge, ohne einen raschen Staatsumbau sei mit den schärfsten Friedensbedingungen durch die Siegermächte zu rechnen, führten zur Parlamentarisierung des Reiches und zur Abschaffung des Dreiklassenwahlrechts in Preußen. Erst am Ende des Krieges wurden damit die Hoffnungen, die die SPD seit Kriegsbeginn gehegt hatte, Wirklichkeit. Im Kabinett des neuen Reichskanzlers Max von Baden, das Anfang Oktober 1918 die Amtsgeschäfte aufnahm, waren Repräsentanten aller Parteien des Interfraktionellen Ausschusses vertreten. Faktisch war der Staatsumbau schon mit der Bildung der Regierung Max von Baden vollzogen. Staatsrechtlich wurde er am 28. Oktober 1918 mit der Oktoberreform festgeschrieben, die nun eine parlamentarische Monarchie vorsah.
Scheidemann warnte anfänglich vor einem Regierungseintritt der SPD, nach eigenen Worten wollte er nicht in ein „bankrottes Unternehmen“ eintreten. Eduard David betrachtete einen solchen Schritt dagegen als Chance. Ihm gelang es, Ebert als den mittlerweile entscheidenden Mann in der SPD-Fraktion davon zu überzeugen, dass man sich nun nicht verweigern dürfe. Ebert selbst war es dann, der schließlich den Eintritt energisch befürwortete und durchsetzte. Das galt auch, nachdem den Sozialdemokraten Anfang Oktober erstmals Einblick in die umfassende militärische Niederlage gewährt wurde. Eine Mitarbeit der Sozialdemokraten in der Regierung erschien Ebert und David als ein Signal, um die Kriegsgegner Deutschlands von harten Friedensvertragsbestimmungen abzubringen, als ein Weg zu einem schnellen und erträglichen Frieden. Der spätere Friedensvertrag von Versailles erfüllte diese Hoffnungen nicht.
David selbst liebäugelte Anfang Oktober 1918 offen mit dem Posten eines Unterstaatssekretärs im Auswärtigen Amt. Ebert sprach sich dagegen aus, denn er wollte ihn in der Fraktion nicht entbehren. Ebert konnte sich in dieser Personalfrage allerdings nicht durchsetzen, David erreichte sein Ziel. August Müller wurde Unterstaatssekretär im Reichswirtschaftsamt. Robert Schmidt erhielt den Posten eines Unterstaatssekretärs im Kriegsernährungsamt, den vorher Müller innehatte. Ein weiterer Sozialdemokrat und Gewerkschaftsfunktionär, Gustav Bauer, übernahm die Spitze des Reichsarbeitsamtes. Scheidemann hatte als Staatssekretär ohne Geschäftsbereich in der neuen Regierung von allen Sozialdemokraten den höchsten Rang. Mit dem Eintritt von Sozialdemokraten in die Regierung war für Eduard David das Ziel erreicht, für das er jahrelang gestritten hatte: Der Weg vom 4. August 1914 zum 5. Oktober 1918 sei zwar weit gewesen, nun aber betreibe seine Partei eine bewusste Reformpolitik auf dem Boden des gegebenen Staates.
In der kurzen Amtszeit der Regierung Max von Baden engagierte sich David mit Nachdruck dafür, zu einem raschen Waffenstillstand zu kommen und auch das Ende der Regentschaft von Wilhelm II. durch Abdankung durchzusetzen. Von solch einem Vorgehen versprach er sich, die Unruhen in der Kriegsmarine einzudämmen, noch bevor sie sich zu einer Revolution auswuchsen. Ebert und insbesondere David waren in dieser Situation immer noch legalistisch gestimmt, sie glaubten an die Möglichkeit des Fortbestands der nun parlamentarischen Monarchie. Noch am Vormittag des 9. November 1918 verhandelte David mit Vertretern der Nationalliberalen über deren Eintritt in die Regierung, um die parlamentarische Basis des Kabinetts zu erweitern. Die Eigendynamik der Ereignisse, die zur Novemberrevolution führen sollten, unterschätzten sie. Weil David von den führenden Sozialdemokraten am längsten an die Chance einer Konsolidierung der neuen Verhältnisse auf dem Boden der Oktoberreform glaubte, die seiner Meinung nach eine Revolution verhindert hätte, war er in den Revolutionswochen nicht an führender Stelle zu finden.
David behielt seinen Posten als Unterstaatssekretär im Auswärtigen Amt auch nach der Machtübernahme durch den Rat der Volksbeauftragten. Auf die Politik dieses Amtes übte er allerdings keinen Einfluss aus. Von der Revolution unbeeindruckt führte dieses Amt in den Novembertagen seine Geschäfte in gewohnter Weise weiter.

## Wirken in der Weimarer Republik

### Präsident der Nationalversammlung und Minister

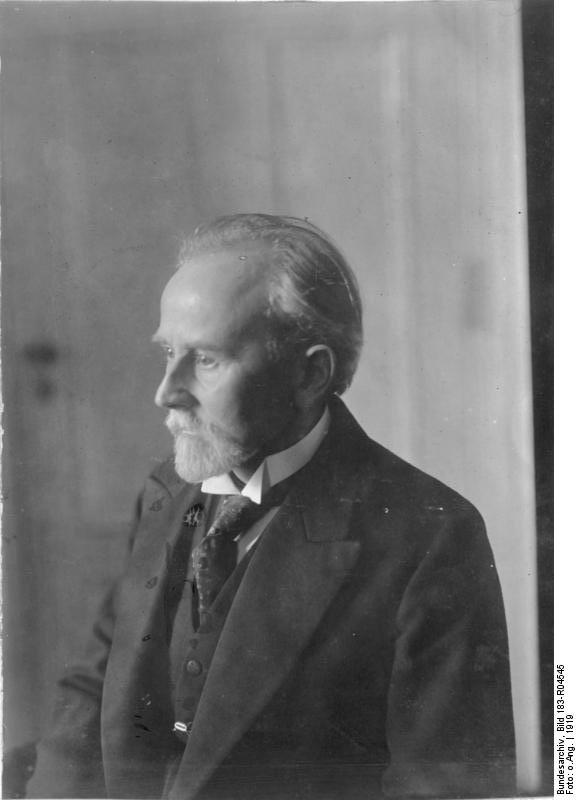
Eduard David, 1919

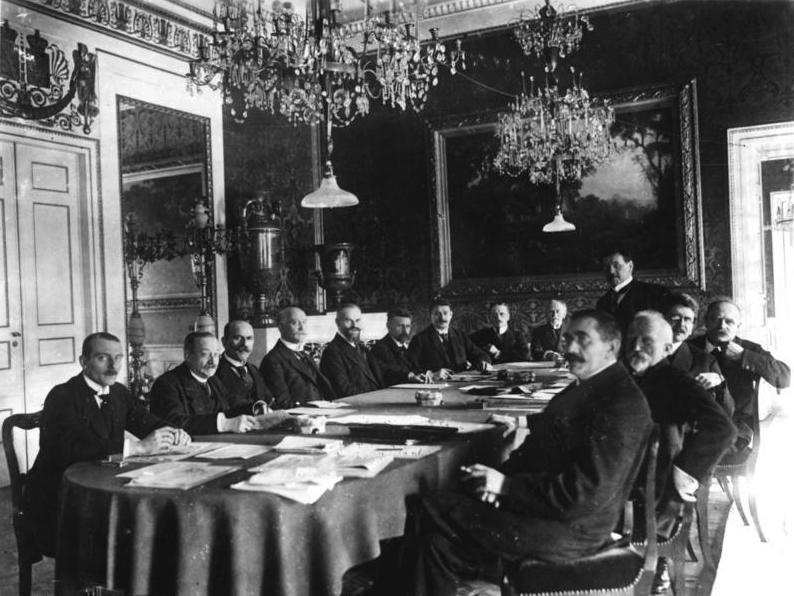
Erste Kabinettssitzung des Kabinetts Scheidemann am 13. Februar 1919 in Weimar. V.l.: Ulrich Rauscher, Pressechef der Reichsregierung, Robert Schmidt, Ernährung, Eugen Schiffer, Finanzen, Philipp Scheidemann, Reichskanzler, Otto Landsberg, Justiz, Rudolf Wissell, Wirtschaft, Gustav Bauer, Arbeit, Ulrich von Brockdorff-Rantzau, Auswärtiges, Eduard David ohne Portefeuille, Hugo Preuss, Inneres, Johannes Giesberts, Post, Johannes Bell, Kolonien, Georg Gothein, Schatz, Gustav Noske, Reichswehr

David trat in der politischen Öffentlichkeit erst wieder in Erscheinung, als er von der in Weimar tagenden Nationalversammlung am 7. Februar 1919 zu ihrem ersten Präsidenten gewählt wurde. Die Delegierten wählten ihn mit einer deutlichen Mehrheit von 374 von 399 Stimmen in dieses Amt. Nach vier Tagen musste er es aber aufgrund einer interfraktionellen Absprache an den Zentrumspolitiker Constantin Fehrenbach abtreten.
Anschließend, seit dem 13. Februar, gehörte David als Minister ohne Geschäftsbereich der Regierung Scheidemann an. Diese trat in der Nacht von 19. auf den 20. Juni 1919 zurück, weil sie sich nicht auf Ablehnung oder Annahme des Versailler Vertrags einigen konnte. Scheidemann zählte zu denen, die diesen Vertrag, der in der deutschen Öffentlichkeit als ungemein hart empfunden wurde, verwarfen. Anfangs zeigte sich in der SPD-Fraktion in der Frage Annahme oder Ablehnung kein klares Bild. Zusammen mit anderen plädierte David wie zuvor im Kabinett vehement für eine Unterzeichnung des Friedensvertrags, weil es dazu seiner Ansicht nach nur schlechtere Alternative gäbe. Die Fraktion riet schließlich mehrheitlich zur Unterschrift.
Während Scheidemann aus den Regierungsgeschäften ausschied, verblieben die anderen sozialdemokratischen Minister in der neu gebildeten Regierung Bauer im Amt. David war an den vorausgehenden Koalitionsverhandlungen mit Abgeordneten der Zentrumspartei beteiligt, die den Weimarer Schulkompromiss herbeiführten. In der neuen Regierung übernahm er als Minister das Reichsministerium des Innern. Fraktionsinterne Überlegungen, David zum neuen Regierungschef zu machen, lehnte David mit Verweis auf gesundheitliche Gründe ab. Als Innenminister plädierte er im Namen der Regierung Anfang Juli 1919 vor der Nationalversammlung für einen Wechsel der Flagge des Deutschen Reiches. Die Farben des Kaiserreichs – Schwarz-Weiß-Rot – sollten durch Schwarz-Rot-Gold ersetzt werden. Diese Farben stünden für die Revolution von 1848, sie seien von der Urburschenschaft eingesetzt worden und seien ferner ein Symbol für die großdeutschen Traditionen.
Als die Nationalversammlung am 31. Juli 1919 die Weimarer Verfassung verabschiedete, begrüßte Eduard David dies euphorisch. Deutschland habe nun die demokratischste Verfassung der Welt. Der Reichsinnenminister begründete seine Auffassung vor allem mit den Elementen direkter Demokratie: Die Verfassung sah die Möglichkeit von Volksbegehren und Volksentscheiden vor. Außerdem begrüßte er die Direktwahl des Reichspräsidenten durch das Volk.
David übergab am 3. Oktober 1919 sein Ministeramt an Erich Koch-Weser von der Deutschen Demokratischen Partei (DDP), nachdem diese in die Regierung Bauer eingetreten war. Er verblieb im Kabinett, erneut als Minister ohne Geschäftsbereich. Auch der Nachfolgeregierung, dem Kabinett Müller I, gehörte er in gleicher Funktion an. In keinem seiner Ministerämter hat David jedoch einen deutlichen persönlichen Beitrag zur Lösung der politischen Probleme im Nachkriegsdeutschland leisten können, auch weil Krankheits- und Altersbeschwerden ihn daran zunehmend hinderten.

### Gesandter des Reiches in Hessen
Nach der Demission des Kabinetts Müller am 21. Juni 1920 blieb David für den Wahlkreis Hessen-Darmstadt SPD-Abgeordneter des Reichstages und behielt dieses Mandat bis zu seinem Tod. Von 1921 an war er außerdem der politische Gesandte des Reiches in Hessen und berichtete in dieser Funktion regelmäßig aus Darmstadt nach Berlin über die politischen Vorgänge in Hessen und im Rhein-Main-Gebiet. Aus dieser Position, die als politisch unbedeutend galt, wurde David bei der Auflösung der Gesandtschaft am 1. April 1927 mit Ruhegeldbezügen in den Wartestand versetzt. Er zog erneut nach Berlin um. Er starb dort im Alter von 67 Jahren. Sein Grab und das seiner Ehefrau Hermine David befindet sich auf dem Hauptfriedhof Mainz.

### Veröffentlichungen, akademische Tätigkeiten und Ehrungen
1922 veröffentlichte David eine stark umgearbeitete Fassung seines agrarpolitischen Werks Sozialismus und Landwirtschaft. Ferner bearbeitete er in den 1920er Jahren mehrfach seine erstmals 1907 erschienene Anleitung für sozialistische Redner, den so genannten „Referentenführer“. 1926 publizierte David eine Schrift unter dem Titel Die Befriedung Europas, für die er zuvor vom amerikanischen Mäzen Edward Filene ausgezeichnet wurde. Darin beschrieb David die Paneuropa-Idee als Fernziel. Als Nahziel sei die „wirtschaftliche Solidarisierung“ anzustreben. Die Interparlamentarische Union, in der sich David engagierte, sollte gemäß dieser Schrift zukünftig fest in die institutionalisierte Friedenssicherung eingebunden werden.
In Darmstadt lehrte Eduard David von 1923 bis 1927 an der dortigen Technischen Hochschule das junge Fach Politikwissenschaft, nachdem er sich 1923 habilitiert hatte.
Von 1922 bis 1930 war David Senator der Kaiser-Wilhelm-Gesellschaft zur Förderung der Wissenschaften. Für seine agrarpolitischen Studien verlieh ihm die Staatswissenschaftliche Fakultät der Universität München die Ehrendoktorwürde.

## Gedenken und Urteile der Forschung

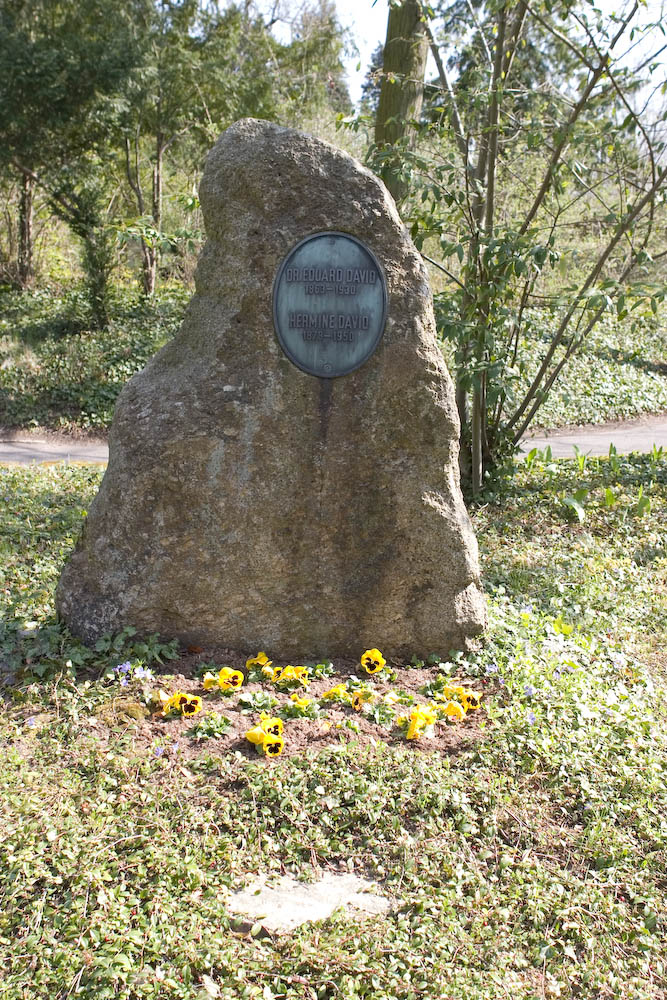
Grabstätte von Eduard und Hermine David

An Eduard David erinnern heute nach ihm benannte Straßen in Mainz und in Worms. Ferner ist eine Sporthalle in Krofdorf-Gleiberg nach ihm benannt.
Die parteioffizielle Geschichtsschreibung der Deutschen Demokratischen Republik verurteilt den Politiker Eduard David, weil er sich auf dem rechten Parteiflügel exponierte. David wird als Vertreter des „offenen Opportunismus“, als „Rechtsopportunist“ bzw. als „führender Sozialchauvinist“ tituliert. Bei dieser Kritik wird ausdrücklich an Lenin angeknüpft, der bereits die Agrarthesen von Eduard David scharf ablehnte und ihn als einen Wortführer des „niedergehenden Kleinbürgertums“ titulierte. 1915 hatte Lenin die Kritik an David erweitert. Er behauptete, David habe „sein ganzes Leben der bürgerlichen Korrumpierung der Arbeiterbewegung geweiht“. Die in der DDR erschienenen Studien von Eckard Müller zu Davids Wirken bleiben diesen Deutungslinien verhaftet. Sie bescheinigen David eine gegen den Marxismus und revolutionäre Politikvorstellungen gerichtete, fortgesetzte „opportunistische Zersetzungsarbeit“. Bereits 1907 habe sich David ein breit gefächertes innerparteiliches Wirkungsfeld erarbeitet gehabt und sei zu diesem Zeitpunkt eine „Säule des Opportunismus“ gewesen. Es sei daher nur konsequent, dass David mit Beginn des Ersten Weltkrieges „im Sumpf des Sozialchauvinismus“ gelandet sei, in den Wochen der Novemberrevolution „konterrevolutionäre Positionen“ bezogen und in der Weimarer Republik „im Lager des Antikommunismus und Antisowjetismus“ gestanden habe. David habe insgesamt einen „sozialchauvinistischen Verrat an den Interessen der Arbeiterklasse“ verübt.
Der westdeutsche Historiker Karlludwig Rintelen sieht Eduard David im Zentrum einer etwa zwanzigköpfigen informellen Gruppe von Sozialdemokraten des rechten Parteiflügels. Diese von ihm als „David-Kreis“ bezeichnete Gruppierung habe von 1909 an bis 1918 aktiv für eine Bündnispolitik nach rechts, für die Ausgrenzung der linken Minderheit aus der Partei und für die Beseitigung marxistischer Grundvorstellungen über Klassenkampf und Sozialisierung gesorgt. Eine aus Rintelens Sicht notwendige sozialistische Umgestaltung der „kapitalistischen bürgerlich-feudalen Gesellschaft“ sei aus diesem Grund in der Novemberrevolution nicht verfolgt worden. Ein Verrat an den Interessen des Volkes bzw. der Arbeiterschaft fand nach Rintelen zwar nicht statt. Die Möglichkeiten der Umgestaltung seien aber durch die „subjektive Inkompetenz“ der handelnden Personen aus dem „David-Kreis“ vertan worden.
Historiker, die sich nicht auf den Marxismus bzw. den Marxismus-Leninismus beziehen, kommen zu anderen Ergebnissen. Nach Gerhard A. Ritter sei David ein „Lehrmeister“ für die nachwachsende Generation von sozialdemokratischen Politikern gewesen. Seine agrarpolitischen Arbeiten stellten nach Ritter den ersten sozialistischen Angriff auf den tradierten Marxismus dar. Weil dieser Angriff bereits vor den entsprechenden Schriften Bernsteins erfolgte, machten diese Arbeiten Eduard David „zum ersten Revisionisten der Partei“. Ritter hält ihn aufgrund dieser agrarpolitischen Positionen, aufgrund seiner herausgehobenen Stellung auf dem reformistischen Flügel der Vorkriegspartei und aufgrund seiner Beteiligung an allen wesentlichen Weichenstellungen der SPD von 1894 bis 1920 für eine „Persönlichkeit von zentraler Bedeutung für die Geschichte der politischen Arbeiterbewegung Deutschlands“.
Insbesondere Davids Agrarrevisionismus sichert ihm nach Susanne Miller einen bleibenden Platz in der Parteigeschichte der SPD. Dieses Urteil teilt auch Gerd Schwieger. Miller und Schwieger betonen jedoch beide, dass Eduard David nicht die Absicht hatte, die theoretischen Grundlagen des Marxismus einer Totalrevision zu unterziehen. Davids Beitrag wird hier im Vergleich mit Bernsteins Schriften als wichtig, aber sekundär beschrieben.
Susanne Miller arbeitet ferner die Stellung Davids in der Parteiöffentlichkeit heraus. Er habe nicht wie andere stets im Vordergrund agiert. Männer wie Philipp Scheidemann, Friedrich Ebert, Hugo Haase oder Karl Liebknecht sowie Frauen wie Rosa Luxemburg und Clara Zetkin seien ihm hier voraus gewesen. David stand in dieser Hinsicht in der zweiten Reihe und machte von dort aus seinen Einfluss geltend. Er wünschte nach Miller eine Veränderung der SPD von einer Klassen- zu einer Volkspartei. Dieser „bruchlose(n) Linie“ blieb sich David „geradezu pedantisch treu“. Miller hält David aufgrund seiner innerparteilichen Orientierung und seiner regionalen Erfahrungen für einen typischen Vertreter der spezifisch süddeutschen Variante der Sozialdemokratie.
Wilhelm Ribhegge ergänzt diese Charakterisierungen. Er streicht heraus, dass es von den Parlamentariern des Reichstags insbesondere Eduard David war, der 1917/1918 parallel zu den Verhandlungen in Brest-Litowsk am deutlichsten einen Verständigungsfrieden mit Russland eingefordert habe. Damit habe er in entscheidender Situation eine alternative Friedenspolitik aufgezeigt. Das zähle zu seinen bleibenden Verdiensten.
Die Grenzen seines Wirkens wurden mit dem politischen Systemwechsel vom Kaiserreich zur Republik deutlich. Eduard David war nach Meinung der nicht-marxistischen Forschung nicht in der Lage, den Ministerien und der deutschen Politik insgesamt seinen Stempel aufzuprägen.

## Werke
- Literatur von und über Eduard David im Katalog der Deutschen Nationalbibliothek

### Überblicksdarstellungen
- Geschichte der deutschen Arbeiterbewegung. Band 2: Vom Ausgang des 19. Jahrhunderts bis 1917. Herausgegeben vom Institut für Marxismus-Leninismus beim ZK der SED. Dietz, Berlin (O) 1966.
- Helga Grebing: Arbeiterbewegung. Sozialer Protest und kollektive Interessenvertretung bis 1914 (= dtv 4507 Deutsche Geschichte der neuesten Zeit vom 19. Jahrhundert bis zur Gegenwart.). 2. Auflage. Deutscher Taschenbuch-Verlag, München 1987, ISBN 3-423-04507-8.
- Dieter Groh: Negative Integration und revolutionärer Attentismus. Die deutsche Sozialdemokratie am Vorabend des Ersten Weltkrieges (= Ullstein-Buch 3086). Ungekürzte Ausgabe. Ullstein, Frankfurt am Main u. a. 1974, ISBN 3-548-03086-6.
- Detlef Lehnert: Sozialdemokratie zwischen Protestbewegung und Regierungspartei 1848 bis 1983 (= Edition Suhrkamp. Bd. 1248 = N.F., Bd. 248, Neue Historische Bibliothek). Suhrkamp, Frankfurt am Main 1983, ISBN 3-518-11248-1.
- Susanne Miller: Burgfrieden und Klassenkampf. Die deutsche Sozialdemokratie im Ersten Weltkrieg (= Beiträge zur Geschichte des Parlamentarismus und der politischen Parteien. Bd. 53). Herausgegeben von der Kommission für Geschichte des Parlamentarismus und der politischen Parteien. Droste, Düsseldorf 1974, ISBN 3-7700-5079-7.
- Susanne Miller: Die Bürde der Macht. Die deutsche Sozialdemokratie 1918–1920 (= Beiträge zur Geschichte des Parlamentarismus und der politischen Parteien. Bd. 63). Herausgegeben von der Kommission für Geschichte des Parlamentarismus und der Politischen Parteien. Droste, Düsseldorf 1978, ISBN 3-7700-5095-9.
- Wilhelm Ribhegge: Frieden für Europa. Die Politik der deutschen Reichstagsmehrheit 1917/18. Hobbing, Essen 1988, ISBN 3-920460-44-8.
- Heinrich August Winkler: Die verdrängte Schuld. Angst vor dem „Wahrheitsfimmel“. Das Versagen von 1914 blieb unbewältigt. In: Die Zeit, vom 17. März 1989.
- Heinrich August Winkler: Umstrittener Meilenstein. Die Weimarer Reichsverfassung von 1919. Ein Fortschritt mit fatalen Folgen. In: Das Parlament, vom 16. Januar 1998.
- Heinrich August Winkler: Der lange Weg nach Westen. Band 1: Deutsche Geschichte vom Ende des Alten Reiches bis zum Untergang der Weimarer Republik. Beck, München 2000, ISBN 3-406-46001-1.

### Spezifische Quellen und Literatur
- Friedrich P. Kahlenberg (Bearb.): Die Berichte Eduard Davids als Reichsvertreter in Hessen 1921–1927 (= Geschichtliche Landeskunde. Veröffentlichungen des Instituts für Geschichtliche Landeskunde an der Universität Mainz. Bd. 6, ISSN 0072-4203). Steiner, Wiesbaden 1970.
- Friedrich P. Kahlenberg: Einleitung. In: Friedrich P. Kahlenberg (Bearb.): Die Berichte Eduard Davids als Reichsvertreter in Hessen 1921–1927 (= Geschichtliche Landeskunde. Veröffentlichungen des Instituts für Geschichtliche Landeskunde an der Universität Mainz. Bd. 6, ISSN 0072-4203). Steiner, Wiesbaden 1970, S. IX–XXI.
- Jochen Lengemann: MdL Hessen. 1808–1996. Biographischer Index (= Politische und parlamentarische Geschichte des Landes Hessen. Bd. 14 = Veröffentlichungen der Historischen Kommission für Hessen. Bd. 48, 7). Elwert, Marburg 1996, ISBN 3-7708-1071-6, S. 103.
- Susanne Miller (Bearb.), in Verbindung mit Erich Matthias: Das Kriegstagebuch des Reichstagsabgeordneten Eduard David 1914 bis 1918 (= Quellen zur Geschichte des Parlamentarismus und der politischen Parteien. Reihe 1: Von der konstitutionellen Monarchie zur parlamentarischen Republik. Bd. 4, ISSN 0481-3650). Droste, Düsseldorf 1966.
- Susanne Miller: Einleitung. In: Susanne Miller (Bearb.), in Verbindung mit Erich Matthias: Das Kriegstagebuch des Reichstagsabgeordneten Eduard David 1914 bis 1918 (= Quellen zur Geschichte des Parlamentarismus und der politischen Parteien. Reihe 1: Von der konstitutionellen Monarchie zur parlamentarischen Republik. Bd. 4, ISSN 0481-3650). Droste, Düsseldorf 1966, S. XI–XXXIV.
- Eckhard Müller: Zum politischen Wirken des Revisionisten Eduard David in der deutschen Sozialdemokratie 1894–1907. In: Beiträge zur Geschichte der Arbeiterbewegung. Jg. 23, H. 4, 1981, ISSN 0005-8068, S. 569–582.
- Eckhard Müller: „Sozialismus und Landwirtschaft“. Eduard David und der Agrarrevisionismus. In: Jahrbuch für Geschichte. Jg. 25, 1982, ISSN 0448-1526, S. 181–214.
- Klaus-Dieter Rack, Bernd Vielsmeier: Hessische Abgeordnete 1820–1933. Biografische Nachweise für die Erste und Zweite Kammer der Landstände des Großherzogtums Hessen 1820–1918 und den Landtag des Volksstaats Hessen 1919–1933 (= Politische und parlamentarische Geschichte des Landes Hessen. Bd. 19 = Arbeiten der Hessischen Historischen Kommission. NF Bd. 29). Hessische Historische Kommission, Darmstadt 2008, ISBN 978-3-88443-052-1, Nr. 124.
- Karlludwig Rintelen: Der David-Kreis und die Linke Minderheit. Anmerkungen zum Problem des „Handlungsspielraums“ der Mehrheitssozialdemokratischen Führung bis 1918/1919. In: IWK. Internationale Wissenschaftliche Korrespondenz zur Geschichte der Deutschen Arbeiterbewegung. Jg. 26, 1990, ISSN 0046-8428, S. 14–34.
- Gerhard A. Ritter: Eduard David. In: Neue Deutsche Biographie (NDB). Band 3, Duncker & Humblot, Berlin 1957, ISBN 3-428-00184-2, S. 535 (Digitalisat).
- Gerd Schwieger: Zwischen Obstruktion und Kooperation. Eduard David und die SPD im Kriege. Kiel 1970 (Kiel, Universität, Dissertation, vom 20. Juni 1970).